# DreamWorks Animation Television
DreamWorks Animation Television (abreviado como DWATV o simplemente DAT) es un estudio de animación estadounidense, que actúa como el brazo de producción de televisión de DreamWorks Animation, una subsidiaria de Universal Pictures y una división de NBCUniversal de Comcast.
Fundada en 1996, la entidad se llamaba anteriormente DreamWorks Television Animation. Sus primeros programas, producidos en la década de 1990 y principios de la de 2000, fueron producidos por DreamWorks Television, utilizando el logo de dicha división, antes de que DWATV y su empresa matriz (DreamWorks Animation) se escindieran en una empresa independiente en 2004 y luego fueran compradas por NBCUniversal (Comcast) en 2016.
En total, la división ha lanzado 42 programas, con cuatro nuevos aún en desarrollo.

## Historia
La compañía se formó en 1996, con el nombre de DreamWorks Television Animation, como la división de animación de DreamWorks Television, filial del estudio de cine DreamWorks Pictures. La división de televisión estuvo encabezada por Jeffrey Katzenberg y Steven Spielberg y era al mando de Gary Krisel y David Simon.
Sólo produjo dos series: Invasion America y Toonsylvania. Para poder consolidarse, DreamWorks Television Animation fue cerrada en 1999, al mismo tiempo que su subsidiaria de directo a video se fusionó con la división de animación principal del estudio, como una forma de organizar las divisiones de animación de la compañía bajo solo una rama. Más de dos tercios de los 50 empleados de la división de televisión fueron transferidos a la filial de video y se esperaba que sólo un número mínimo de empleados iba a ser afectado por esta reorganización.
En 2013, DreamWorks Animation firmó un contrato de varios años con Netflix para proporcionar 300 horas de contenido original exclusivo. La intención del contrato era poder establecer ingresos seguros y de confianza para que el estudio de televisión costeara el riesgo financiero que le hacía depender únicamente del mercado de películas cinematográficas. Ese mismo año, DWA completó un acuerdo de licencia de cinco años con Super RTL para la biblioteca de Classic Media y la lista de Netflix. DWA anunció la contratación de ejecutivos para su nuevo grupo de televisión, DreamWorks Animation Television a fines de julio. La exejecutiva senior de Nickelodeon, Margie Cohn, se convirtió en jefa de televisión del grupo. En septiembre de ese mismo año, DreamWorks anunció que había adquirido la biblioteca de televisión de Chapman Entertainment, con sede en Londres, para distribuir los programas a través de la operación de distribución de televisión de DWA con sede en el Reino Unido.
A finales de 2014, DreamWorks Animation lanzó su propio canal, llamado DreamWorks Channel. DreamWorks hizo un contrato con HBO Asia para manejar las ventas de afiliados, el marketing y los servicios técnicos. La red se lanzó en varios países asiáticos (excepto China y Japón) en inglés el 1 de agosto de 2015. Se lanzó un canal doblado en tailandés en septiembre de ese año.
En 2016, Comcast compró DreamWorks Animation Television y su empresa matriz, DreamWorks Animation a través de su división NBCUniversal.

## Series producidas
| #  | Título                                 | Creador(es)/Desarrollador(es)                | Fecha de estreno                                                   | Fecha final             | Canal/Plataforma                                                           | Coproducción con                                                            |
| -- | -------------------------------------- | -------------------------------------------- | ------------------------------------------------------------------ | ----------------------- | -------------------------------------------------------------------------- | --------------------------------------------------------------------------- |
| 1  | Toonsylvania                           | Bill Kopp Chris Otsuki                       | 7 de febrero de 1998                                               | 18 de enero de 1999     | Fox Kids                                                                   | N/A                                                                         |
| 2  | Invasion America                       | Steven Spielberg Harve Bennett               | 8 de junio de 1998                                                 | 7 de julio de 1998      | The WB                                                                     | N/A                                                                         |
| 3  | Alienators: Evolution Continues        | Louis Gassin                                 | 15 de septiembre de 2001                                           | 22 de junio de 2002     | Fox Kids                                                                   | Columbia TriStar Television The Montecito Picture Company DIC Entertainment |
| 4  | The Penguins of Madagascar             | Mark McCorkle Bob Schooley                   | 29 de noviembre de 2008                                            | 19 de diciembre de 2015 | Nickelodeon (2008-2012) Nicktoons (2013-2015)                              | Nickelodeon Animation Studio                                                |
| 5  | Kung Fu Panda: Legends of Awesomeness  | Peter Hastings                               | 19 de septiembre de 2011                                           | 29 de junio de 2016     | Nickelodeon (2011-2014) Nicktoons (2016)                                   | Nickelodeon Animation Studio                                                |
| 6  | DreamWorks Dragons                     | Linda Teverbaugh Mike Teverbaugh             | 7 de agosto de 2012                                                | 16 de febrero de 2018   | Cartoon Network (2012-2014) Netflix (2015-2018)                            | N/A                                                                         |
| 7  | Monsters vs. Aliens                    | Mark McCorkle Bob Schooley                   | 23 de marzo de 2013                                                | 8 de febrero de 2014    | Nickelodeon                                                                | Nickelodeon Animation Studio                                                |
| 8  | Turbo Fast                             |                                              | 24 de diciembre de 2013                                            | 5 de febrero de 2016    | Netflix                                                                    | Titmouse, Inc.                                                              |
| 9  | All Hail King Julien                   |                                              | 19 de diciembre de 2014                                            | 1 de diciembre de 2017  | Netflix                                                                    | N/A                                                                         |
| 10 | The Adventures of Puss in Boots        |                                              | 16 de enero de 2015                                                | 26 de enero de 2018     | Netflix                                                                    | N/A                                                                         |
| 11 | Dinotrux                               | Ron Burch David Kidd                         | 14 de agosto de 2015                                               | 3 de agosto de 2018     | Netflix                                                                    | N/A                                                                         |
| 12 | The Mr. Peabody & Sherman Show         |                                              | 9 de octubre de 2015                                               | 21 de abril de 2017     | Netflix                                                                    | Jay Ward Productions                                                        |
| 13 | Dawn of the Croods                     | Brendan Hay                                  | 24 de diciembre de 2015                                            | 7 de julio de 2017      | Netflix                                                                    | N/A                                                                         |
| 14 | Noddy, Toyland Detective               | Heath Kenny Myles McLeod                     | 2 de abril de 2016                                                 | 22 de marzo de 2020     | France 5 (Francia) Channel 5 (Reino Unido) Universal Kids (Estados Unidos) | Gaumont Animation                                                           |
| 15 | Voltron: Legendary Defender            | Joaquim Dos Santos Lauren Montgomery         | 10 de junio de 2016                                                | 14 de diciembre de 2018 | Netflix                                                                    | Studio Mir World Events Productions                                         |
| 16 | Home: Adventures with Tip & Oh         | Ryan Crego Thurop Van Orman                  | 29 de julio de 2016                                                | 20 de julio de 2018     | Netflix                                                                    | N/A                                                                         |
| 17 | Trollhunters: Tales of Arcadia         | Guillermo del Toro                           | 23 de diciembre de 2016                                            | 25 de mayo de 2018      | Netflix                                                                    | Double Dare You Productions                                                 |
| 18 | Spirit Riding Free                     | Aury Wallington                              | 5 de mayo de 2017                                                  | presente                | Netflix                                                                    | N/A                                                                         |
| 19 | Trolls: The Beat Goes On!              | Matthew Beans                                | 2018 de enero del 19                                               | 22 de noviembre de 2019 | Netflix                                                                    | N/A                                                                         |
| 20 | The Boss Baby: Back in Business        | Brandon Sawyer                               | 2018 de abril del 06                                               | 17 de noviembre de 2020 | Netflix                                                                    | N/A                                                                         |
| 21 | The Adventures of Rocky and Bullwinkle | Marco Schnabel David P. Smith                | 11 de mayo de 2018                                                 | 11 de enero de 2019     | Amazon Prime Video                                                         | Jay Ward Productions                                                        |
| 22 | Harvey Girls Forever!                  | Emily Brundige                               | 29 de junio de 2018                                                | 10 de enero de 2020     | Netflix                                                                    | N/A                                                                         |
| 23 | The Epic Tales of Captain Underpants   | Peter Hastings Mark Banker                   | 13 de julio de 2018                                                | presente                | Netflix                                                                    | N/A                                                                         |
| 24 | She-Ra and the Princesses of Power     | Noelle Stevenson                             | 13 de noviembre de 2019                                            | 15 de mayo de 2020      | Netflix                                                                    | N/A                                                                         |
| 25 | Kung Fu Panda: The Paws of Destiny     | Elliott Owen                                 | 16 de noviembre de 2018                                            | 4 de julio de 2019      | Amazon Prime Video                                                         | N/A                                                                         |
| 26 | 3Below: Tales of Arcadia               | Guillermo del Toro                           | 21 de diciembre de 2018                                            | 12 de julio de 2019     | Netflix                                                                    | Double Dare You Productions                                                 |
| 27 | Where's Waldo?                         | Koyalee Chanda Lucas Mills                   | 20 de julio de 2019                                                | presente                | Universal Kids (2019) Peacock (2020-present)                               | N/A                                                                         |
| 28 | Archibald's Next Big Thing             | Tony Hale Drew Champion Jacob Moffat         | 6 de septiembre de 2019                                            | presente                | Netflix (2019-2020) Peacock (2021-present)                                 | N/A                                                                         |
| 29 | DreamWorks Dragons: Rescue Riders      | Jack Thomas Johnny Belt Robert Scull         | 27 de septiembre de 2019                                           | presente                | Netflix                                                                    | N/A                                                                         |
| 30 | Cleopatra in Space                     | Mike Maihack Doug Langdale Fitzy Fitzmaurice | 25 de noviembre de 2019 (Asia) 15 de julio de 2020 (United States) | presente                | DreamWorks Channel (Asia) Peacock (Estados Unidos)                         | N/A                                                                         |
| 31 | Fast & Furious: Spy Racers             |                                              | 26 de diciembre de 2019                                            | presente                | Netflix                                                                    | Universal Pictures                                                          |
| 32 | Kipo and the Age of Wonderbeasts       | Radford Sechrist Bill Wolkoff                | 14 de enero de 2020                                                | 12 de octubre de 2020   | Netflix                                                                    | Studio Mir                                                                  |
| 33 | Rhyme Time Town                        | Dan Berlinka                                 | 19 de junio de 2020                                                | presente                | Netflix                                                                    | N/A                                                                         |
| 34 | Wizards: Tales of Arcadia              | Guillermo del Toro                           | 7 de agosto de 2020                                                | 7 de agosto de 2020     | Netflix                                                                    | Double Dare You Productions                                                 |
| 35 | Madagascar: A Little Wild              | Dana Starfield                               | 7 de septiembre de 2020                                            | presente                | Peacock Hulu                                                               | Mainframe Studios                                                           |
| 36 | Jurassic World Camp Cretaceous         | Zack Stentz                                  | 18 de septiembre de 2020                                           | presente                | Netflix                                                                    | Universal Pictures Amblin Entertainment                                     |
| 37 | The Mighty Ones                        | Sunil Hall Lynne Naylor                      | 9 de noviembre de 2020                                             | presente                | Peacock Hulu                                                               | N/A                                                                         |
| 38 | Doug Unplugs                           | Jim Nolan Aliki Theofilopoulos Dan Yaccarino | 13 de noviembre de 2020                                            | presente                | Apple TV+                                                                  | N/A                                                                         |
| 39 | Trolls: TrollsTopia                    | Matthew Beans                                | 19 de noviembre de 2020                                            | presente                | Peacock Hulu                                                               | N/A                                                                         |
| 40 | Gabby's Dollhouse                      | Traci Paige Johnson Jennifer Twomey          | 5 de enero de 2021                                                 | presente                | Netflix                                                                    | N/A                                                                         |
| 41 | Go, Dog. Go!                           | Adam Peltzman                                | 26 de enero de 2021                                                | presente                | Netflix                                                                    | WildBrain Studios                                                           |
| 42 | The Croods: Family Tree                | Mark Banker Todd Grimes                      | 23 de septiembre de 2021                                           | 9 de noviembre de 2023  | Peacock                                                                    | N/A                                                                         |
| 43 | DreamWorks Dragons: The Nine Realms    | Henry Gilroy                                 | 23 de diciembre de 2021                                            | 14 de diciembre de 2023 | Peacock                                                                    | N/A                                                                         |
| 44 | Team Zenko Go                          | Jack Thomas                                  | 15 de marzo de 2022                                                | 8 de agosto de 2022     | Netflix                                                                    | Mainframe Studios                                                           |
| 45 | Megamind Rules!                        | Alan Schoolcraft Brent Simons                | 1 de marzo de 2024                                                 | presente                | Peacock                                                                    | N/A                                                                         |

### Futuras
| #  | Título                            | Creador(es)/Desarrollador(es) | Fecha de estreno | Red     | Coproducción con          |
| -- | --------------------------------- | ----------------------------- | ---------------- | ------- | ------------------------- |
| 46 | Bearbrick                         | TBA                           | TBA              | TBA     | Dentsu Entertainment      |
| 47 | Felix el gato                     | TBA                           | TBA              | TBA     | Felix the Cat Productions |
| 48 | Untitled Tony Hale series         | Tony Hale                     | TBA              | TBA     | TBA                       |
| 49 | Mama & Dada                       | Johanna Stein Noelle Lara     | TBA              | TBA     | Electric Hot Dog          |
| 50 | The Gumazing Gum Girl!            | TBA                           | TBA              | TBA     | CRE84U Entertainment      |
| 51 | Not Quite Narwhal                 | TBA                           | TBA              | Netflix | N/A                       |
| 52 | Dew Drop Diaries                  | Rick Suvalle                  | TBA              | Netflix | N/A                       |
| 53 | Abominable and the Invisible City | TBA                           | TBA              |         | N/A                       |

## Enlaces externos
- Sitio web oficial
- Esta obra contiene una traducción  derivada de «DreamWorks Television Animation» de Wikipedia en inglés, concretamente de esta versión, publicada por sus editores bajo la Licencia de documentación libre de GNU y la Licencia Creative Commons Atribución-CompartirIgual 4.0 Internacional.

- Datos: Q96376624